# Sawahmulya
Sawahmulya is een bestuurslaag in het regentschap Gresik van de provincie Oost-Java, Indonesië. Sawahmulya telt 2785 inwoners (volkstelling 2010).